# Synagoge (Strzelce Opolskie)
Koordinaten: 50° 30′ 40,2″ N, 18° 18′ 16,5″ O

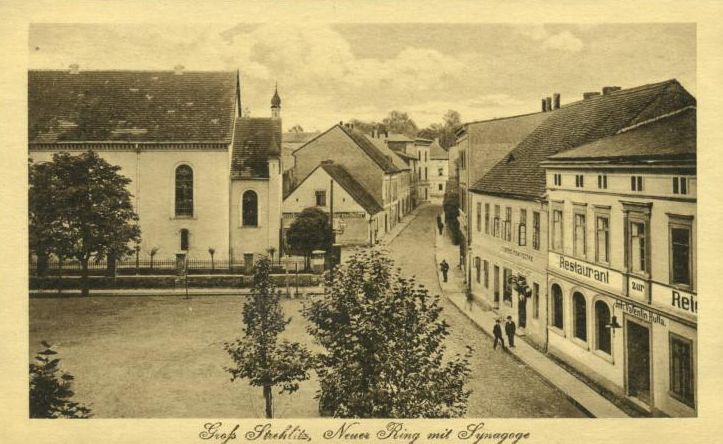
Ansichtskarte von Groß Strehlitz mit Synagoge

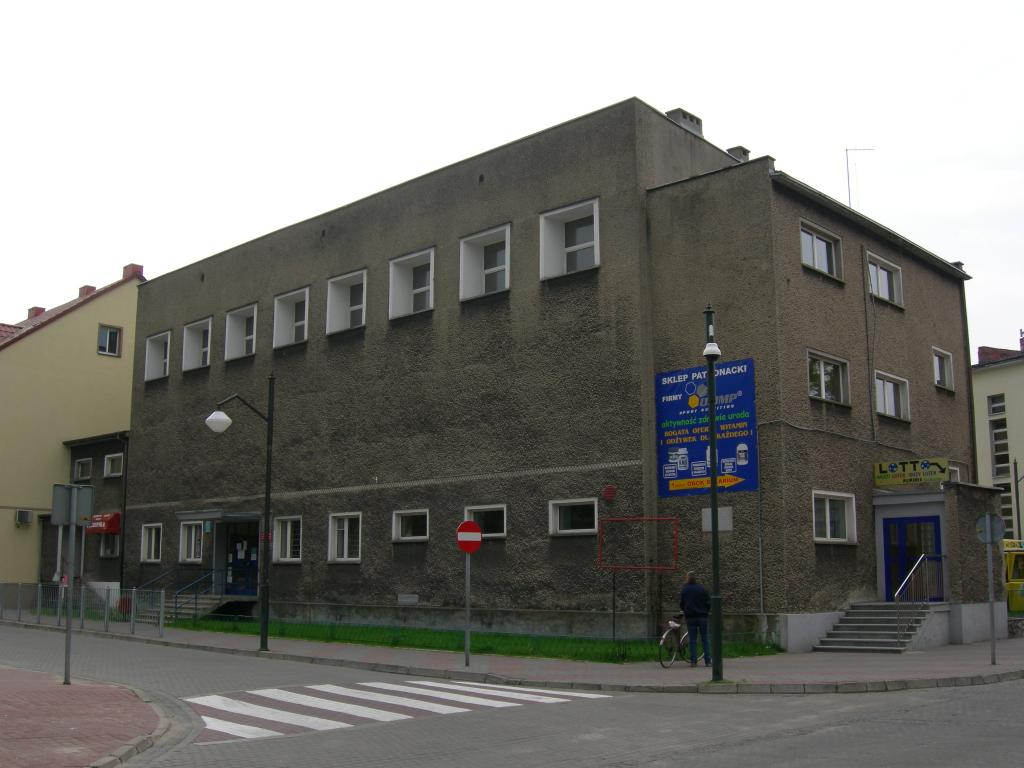
Die ehemalige Synagoge heute

Die profanierte Synagoge in Strzelce Opolskie (Groß Strehlitz) stammt aus dem 19. Jahrhundert und befindet sich am Plac Żeromskiego.

## Geschichte
Die Synagoge am damaligen Neuen Ring (später Hindenburgplatz, heute Plac Żeromskiego) wurde um 1850 erbaut. 1901 wurde die Synagoge baulich erweitert.
Während der Novemberpogrome in der Nacht vom 9. auf den 10. November 1938 wurde nur die Innenausstattung öffentlich auf der Straße verbrannt, während die Synagoge selbst nicht zerstört und nicht angezündet wurde.
Nach dem Zweiten Weltkrieg wurde das Synagogengebäude durch die neue polnische kommunistische Verwaltung zu einem landwirtschaftlichen Lager umgenutzt. An der Platzseite wurden später Ladenflächen angebaut. In den 1970er Jahren wurde das Gebäude in eine Sporthalle umgebaut und dabei das äußere Erscheinungsbild des Gebäudes komplett verändert.